# Slag bij Ctesiphon (363)

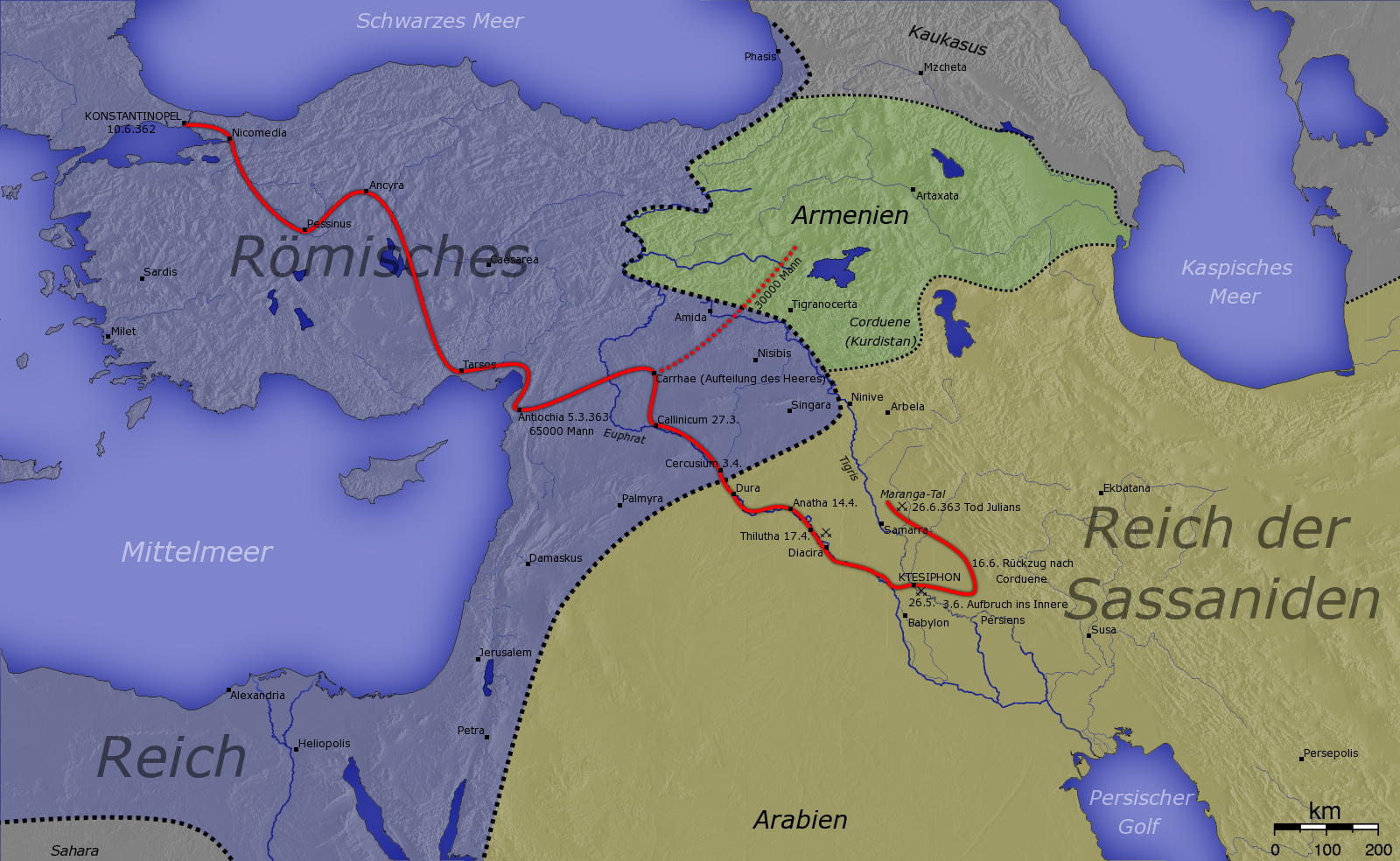
Kaart met daarop het verloop van de veldtocht van Julianus tegen het Perzische Rijk.

De Slag bij Ctesiphon vond plaats op 29 mei 363 tussen de legers van de Romeinse keizer Julianus en een leger van het Sassanidenrijk buiten de muren van de Perzische hoofdstad Ctesiphon. De Romeinen behaalden de overwinning, maar uiteindelijk konden de Romeinen hun veldtocht geen vervolg geven, want ze bevonden zich te ver van hun bevoorradingslijnen.

## Achtergrond
Op 3 november 361 stierf Constantius II in de stad Mobsucrenae, waardoor zijn neef Flavius Claudius Julianus, bekend als Julianus de Afvallige, de enige keizer in Rome werd. Toen hij aankwam in Constantinopel om Constantius' begrafenis bij te wonen, focuste Julianus' zich onmiddellijk op zijn binnenlands beleid en begon de Romeinse regering drastisch te veranderen door ze te reorganiseren, te verbeteren en de bureaucratie te verzwakken.
Hierna richtte hij zijn aandacht op de buitenlandse politiek. Julianus zag de invasies van Sjapoer II tegen de oostelijke provincies als de grootste dreiging. Na verschillende mislukte pogingen in het verleden lanceerde de Perzische sjah nu een succesvollere veldtocht tegen de Romeinen en veroverde Amida in 359, waardoor hij nu de brongebieden van de Tigris en de ingang naar Klein-Azië vanuit het oosten controleerde. Een Romeins offensief was nodig om Sjapoer een halt toe te roepen.
Gezien Julianus' reputatie en wapenfeiten van zijn jaren als Caesar in Gallië, wilde Sjapoer liever onderhandelen met de jonge, onverschrokken Julianus. Julianus, die echter vond dat een sterkere vesting in het oosten noodzakelijk was, antwoordde op Sjapoers vraag dat hij hem snel zou zien en begon zich klaar te maken voor een expeditie tegen de Sassaniden, waarbij hij al zijn legioenen verzamelde. Hij plande zijn Perzische Veldtocht een jaar lang. Julianus verplaatste de hoofdstad naar Antiochië en vertrok op 5 maart 363 met 65.000 tot 83.000 soldaten naar het oosten, ofwel met 80.000-90.000 man. Sjapoer was samen met het Perzische leger niet bij Ctesiphon. Julianus stuurde 18.000 man onder leiding van zijn neef Procopius naar Armenië, met de bedoeling om hulp te krijgen van de koning van dit land, om zo een tangbeweging te maken.

## De slag
Sjapoer, die zag dat Julianus succesvol door zijn gebied marcheerde, beval zijn gouverneurs om de tactiek van de verschroeide aarde toe te passen tot hij de Sassanidische hoofdstad, Ctesiphon, bereikt had met het Perzische hoofdleger. Na enkele kleinere schermutselingen en belegeringen kwam Julianus op 29 mei echter vóór Sjapoer met zijn nog onverslagen leger bij de muren van Ctesiphon aan.
Buiten de muren stelde een Perzisch leger onder Spahbod (bevelhebber) Merena zich op langs de Tigris. Volgens Ammianus Marcellinus had het Perzische leger katafrakten (clibanarii), samen met infanterie in een zeer dichte opstelling. Achter hen stonden er oorlogsolifanten.
Julianus' leger probeerde de overkant van de Tigris te bereiken terwijl ze aangevallen werden door de Perzen. Nadat ze de overkant bereikt hadden, begon de slag. Dit was een verbluffende tactische overwinning voor de Romeinen, die slechts 70 man verloren, tegenover de 2500 Perzische gevallenen. Een van de christelijke bronnen, die nochtans niet positief staat tegenover de heiden Julianus, vermeldt zelfs dat Julianus' overwinningen tot op dat moment zo groots waren dat ze ervoor zorgden dat Sjapoer een groot deel van het Perzische grondgebied wilde opofferen als hij en zijn legioenen zich zouden terugtrekken uit Ctesiphon. Maar Julianus verwierp dit aanbod, verlangend naar de glorie om de Perzische hoofdstad in te nemen en Sjapoer in een slag te verslaan, wat hem de eretitel Parthicus zou geven. Julianus had echter niet de uitrusting om het sterk verdedigde Ctesiphon te belegeren, en het Perzische hoofdleger, geleid door Sjapoer en veel groter dan het zojuist verslagen leger, begon te naderen. Verder was het Procopius niet gelukt om op tijd aan te komen met zijn leger van 18.000 man. Gevangengenomen satrapen die Julianus goed behandeld had, zeiden dat de Perzische hoofdstad zich zou overgeven als de keizer Sjapoer zou doden. Julianus zelf wilde graag verder naar de Perzische gebieden optrekken, maar hij werd overgehaald door zijn officieren. Het Romeinse moreel was laag, ziektes verspreidden zich en er waren weinig gebieden waaruit voorraden gehaald konden worden.

## Nasleep
Julianus accepteerde met tegenzin de terugtocht langs de Tigris. Op 16 juni 363 begon de terugtocht. Tien dagen later, na een onbeduidende Romeinse overwinning bij Maranga, werd de Romeinse achterhoede aangevallen tijdens de Slag bij Samarra. Julianus, die zijn harnas niet aan had, stortte zich in de strijd om zijn mannen aan te moedigen. Net toen de Perzen zich begonnen terug te trekken met zware verliezen, werd Julianus geraakt door een speer. Hij stierf voor middernacht, op 26 juni 363. Uiteindelijk draaide de veldtocht uit op een mislukking en de Romeinen moesten vrede sluiten onder ongunstige voorwaarden.